# Frank Terletzki
Frank Terletzki (* 5. August 1950 in Berlin) ist ein ehemaliger deutscher Fußballspieler und späterer -trainer. In der höchsten Spielklasse des DDR-Fußballs, der Oberliga, spielte er für den BFC Dynamo. Mit der ostdeutschen Olympiaauswahl  holte der Mittelfeldspieler bei den Olympischen Spielen 1980 die Silbermedaille.

## Sportliche Laufbahn

### BSG- und Clubstationen
Frank Terletzki kam 1966 von der SG Prenzlauer Berg zum BFC Dynamo. Von März 1970 bis 1986 spielte Terletzki für den Ost-Berliner Fußballclub in dessen 1. Mannschaft in der DDR-Oberliga. Der torgefährliche Mittelfeldspieler erzielte in 373 Spielen – damit belegt er den achten Rang in der ewigen Bestenliste der Oberligaspieler – 91 Tore für die Berliner. Der langjährige Spielführer des BFC Dynamo konnte zwischen 1979 und seinem Ausscheiden aus dem Oberligakader acht DDR-Meistertitel feiern. Allerdings gab es auch Unvollendetes in seiner Laufbahn: So stand "Tucker" fünfmal mit dem BFC im FDGB-Pokalfinale und ging fünfmal als Verlierer vom Platz. Ende der 1980er-Jahre ließ er seine Laufbahn bei der SG Falkensee/Finkenkrug auslaufen.

### Auswahleinsätze
In der A-Nationalmannschaft der DDR brachte er es auf vier Einsätze und ein Tor. Seinen größten Erfolg hatte Terletzki 1980 mit der Olympiaauswahl, mit der er im Fußballwettbewerb der Olympischen Spiele in Moskau die Silbermedaille gewann. Dabei wurde er in allen sechs Spielen eingesetzt und konnte drei Tore erzielen. Mit seinen Mannschaftskameraden wurde er im selben Jahr mit dem Vaterländischen Verdienstorden in Bronze ausgezeichnet.
In der DDR-Nachwuchsauswahl, die Mitte der 1970er-Jahre teilweise parallel in einer U-21- und einer U-23-Formation antrat, gehörte er zuvor zu den etablierten Stammkräften. Bei der U-21-EM gewann der BFC-Akteur 1978 mit seinen Teamkameraden die Silbermedaille. Bereits bei der U-23-EM 1974 konnte sich Terletzki mit dem DDR-Nachwuchs den 2. Platz erkämpfen. Nur Udo Schmuck (42 Einsätze) verzeichnete mehr Einsätze in der ostdeutschen Nachwuchself als Terletzki.

## Trainerlaufbahn
Nach seiner Karriere als Spieler wurde der Maschinenbauer Trainer. Über Motor Baumschulenweg kam er schließlich 1996 zum SV Germania 90 Schöneiche, bei dem er seinen größten Erfolg als Trainer feierte, als er mit dem Verein 1999 von der Landesliga in die Verbandsliga aufstieg. Nachdem er 2004 bei Schöneiche entlassen worden war, übernahm er das Traineramt beim MSV 19 Rüdersdorf. Nach einem Engagement als Trainer der TSG Rot-Weiß Fredersdorf/Vogelsdorf in der Kreisliga Märkisch-Oderland trainierte Terletzki ab Anfang 2013 die Zweite Mannschaft des FSV Bernau (Kreisliga Barnim). 2019/20 coachte er wieder die TSG Rot-Weiß Fredersdorf/Vogelsdorf.

## Weiterer Werdegang
Terletzki lebt heute in Schöneiche und spielt mitunter für die Hertha-BSC-Oldies.